# 富伦达尔
富伦达尔（荷蘭語：Voerendaal）是荷蘭的一個市镇，位於荷蘭東南部，在行政區劃上屬於林堡省。這裡的歷史可以追溯至羅馬帝國時期。

## 外部連結
- 维基共享资源上的相關多媒體資源：富伦达尔
- Official website（页面存档备份，存于）